# Cormac
Cormac, o Cairpre Crom de Clonmacnoise (en gaélico Cormac ua Cairbre Crom; s. VIII- 762) fue un religioso católico irlandés de origen noble, abad de Clonmacnoise. Es considerado santo por la Iglesia Católica y venerado el 6 de marzo.

## Hagiografía
Cairpre nació en algún momento del siglo VIII en la Irlanda católica. Era descendiente del rey irlandés Cairbre Crom, ya que pertenecía a la familia del noble Sil Coirpre de Crom, del pequeño reino de Uí Maine. Según los cronistas su posición social lo hacía el abad con el linaje más alto de la época y gozaba de excelente estatus social por sus orígenes, siendo junto con el tercer abad de Clonmacnoise uno de los más ilustres de la sede monacal.

### Vida religiosa
Cairpre fue elegido el abad vigesimosegundo de Clonmacnoise, en el actual condado de Offaly (Irlanda). La sede fue fundada en 545 por Cirián, obispo de Irlanda, quien construyó en el lugar un monasterio luego de una visión que le indicaba donde construir el recinto monacal.
Durante su regencia, Cairpre tuvo que enfrentarse al incendio del monasterio el 24 de marzo de 755, la llegada del peregrino Gorman de Lough en 758, y un enfrentamiento entre sus monjes y los del monasterio de Birr en 760. Cairpre falleció dos años después, en 762.